# 辻ヶ花

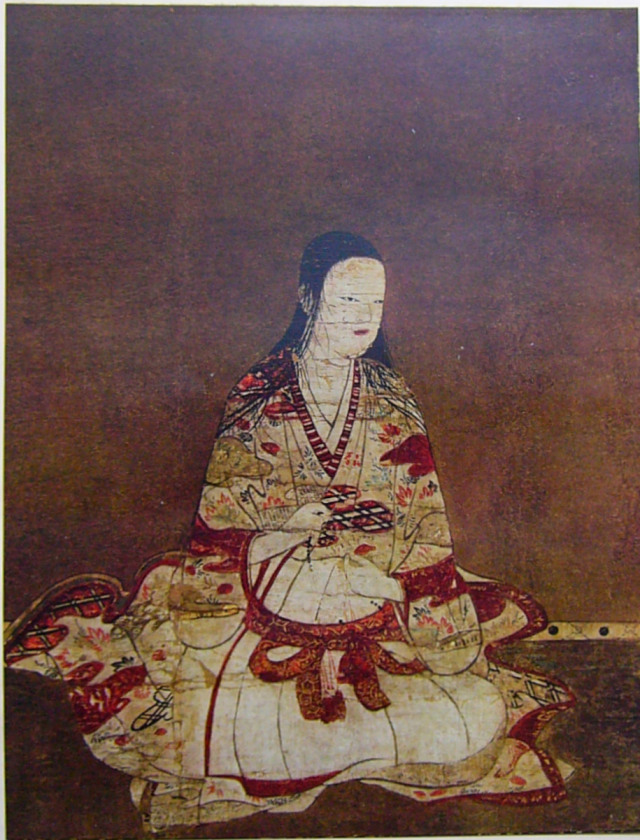
『婦人像』（大和文華館蔵、16世紀）
像主は白地に紅葉、斜格子文などを表した辻が花染の小袖を着用している。

辻ヶ花（つじがはな）とは、室町時代から安土桃山時代にかけて現れた絞り染めの技法。
最盛期に当たる、桃山から江戸時代初期にかけては、複雑な縫い締め絞り・竹皮絞りなどの高度な技法が使用され、多色染め分けによる高度な染物を創り出し、摺箔等の技法とともに安土桃山時代の豪華絢爛たる文化（桃山文化）を演出した。当時は染物といえば辻ヶ花を指すほどに一般的な染織作品であったといわれている。

## 辻ヶ花の登場

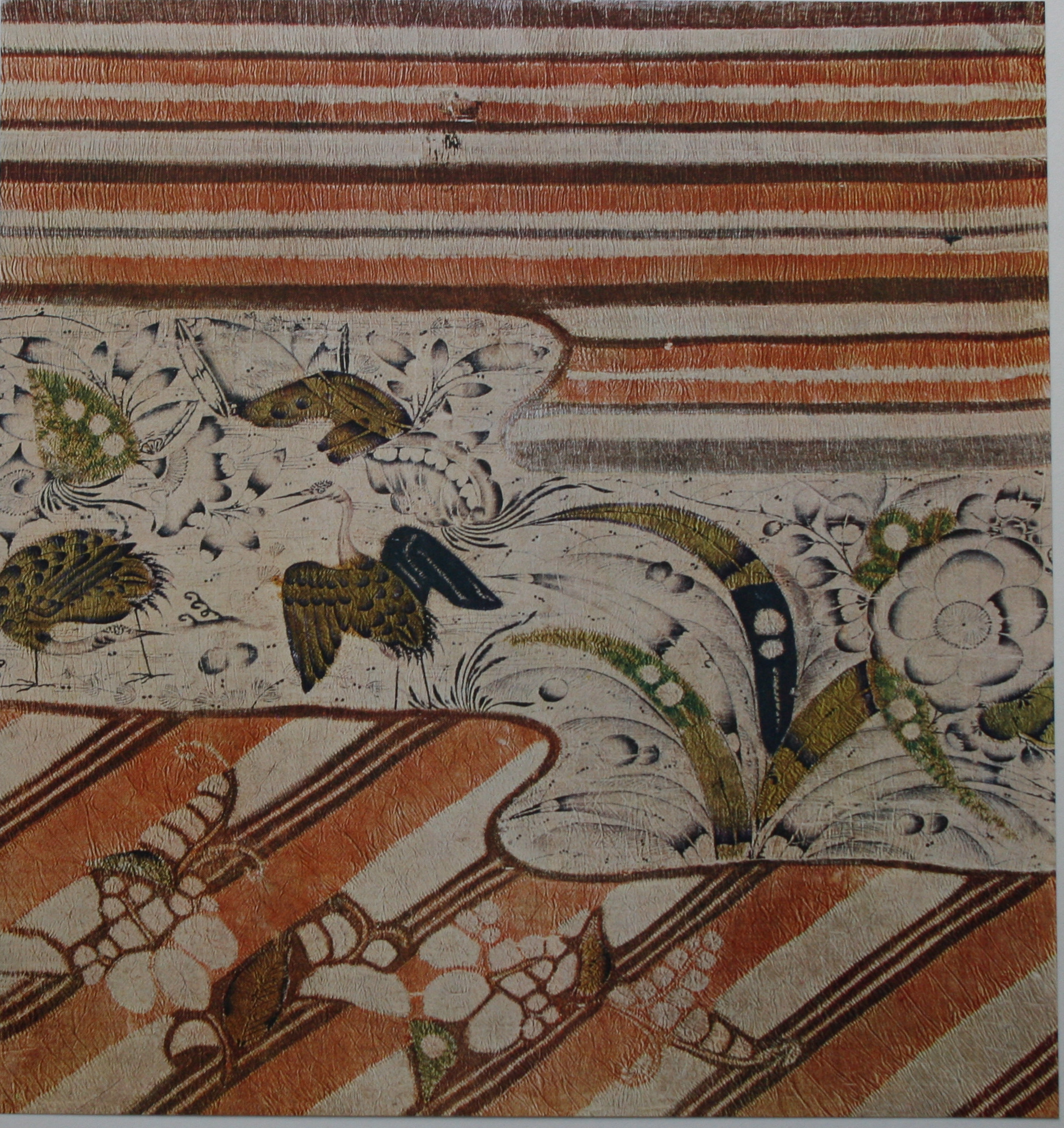
辻が花裂　藤田美術館

戦国時代の16世紀半ば、日本の染織工芸は海外の染織品からの影響を受けて、その素材や技法を多様化させていった。すなわち、中国から輸入された刺繍作品の刺激を受けて、日本でも小袖などに精巧な刺繍が施されるようになり、刺繍と金箔を併用した縫箔という加飾法も現れたのである。こうしたなか、「辻が花」と称される一連の染物が登場した。
辻が花は、縫い締め防染による染めを中心にしたもので、室町時代末期から江戸時代初期に至る短期間に隆盛して姿を消した。現存遺品数が300点足らずにとどまることもあって「幻の染物」と称されることがある。この染物は、縫い締め絞りを主体として、これに描絵、刺繍、摺箔などの加飾をほどこしたものであり、地はこの時代に特有な練貫地（生糸を経糸、練糸（精錬した絹糸）を緯糸に用いて織った地）が多く、製品の種別としては小袖および胴服が大部分を占めている。
しかし、江戸時代中期に糊で防染する友禅の技法が確立、普及していくと、図柄の自由度や手間数の多寡という両面で劣る辻ヶ花は、急速に廃れ消滅した。その技法が急速に失われてしまったこと、また、その名の由来に定説がないこと（詳細後述）なども辻ヶ花が「幻の染物」と称される所以である。

## 「辻が花」の語の起源

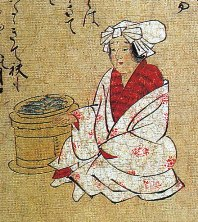
『三十二番職人歌合』（サントリー美術館蔵）のうち「桂女」
----
白の表着は今日でいう辻が花ではなく、麻地の絞り染めとみられる。

一世を風靡した「辻が花」の語の起源は不明である。14世紀末から15世紀初めにかけて成立したとみられる絵巻『三十二番職人歌合』には、「桂女」の詠歌として「春かぜに わかゆ（若鮎）の桶をいただきに たもともつじが はなををるかな」とあり、これが「つじがはな」の語の初見とされている。この絵巻に描かれた桂女は、上着の長い袖を折り返して着用しているようにみえ、これが「つじがはなを折る」を図示したものとも言われている。このように「つじがはな」という言葉自体は室町時代から存在したが、その起源や由来ははっきりせず、染色技法の名称としての「辻が花」も今日とでは意味合いが異なっていた。1603年（慶長8年）頃の編纂である『日葡辞書』の「つじがはな」の項によると、当時「つじがはな」と呼ばれていたのは麻で織った帷子の類であり、「辻が花」が縫い締め絞りの製品を指すようになったのは、明治時代のことと考えられている。